# Svenska idrottsgalan 2009

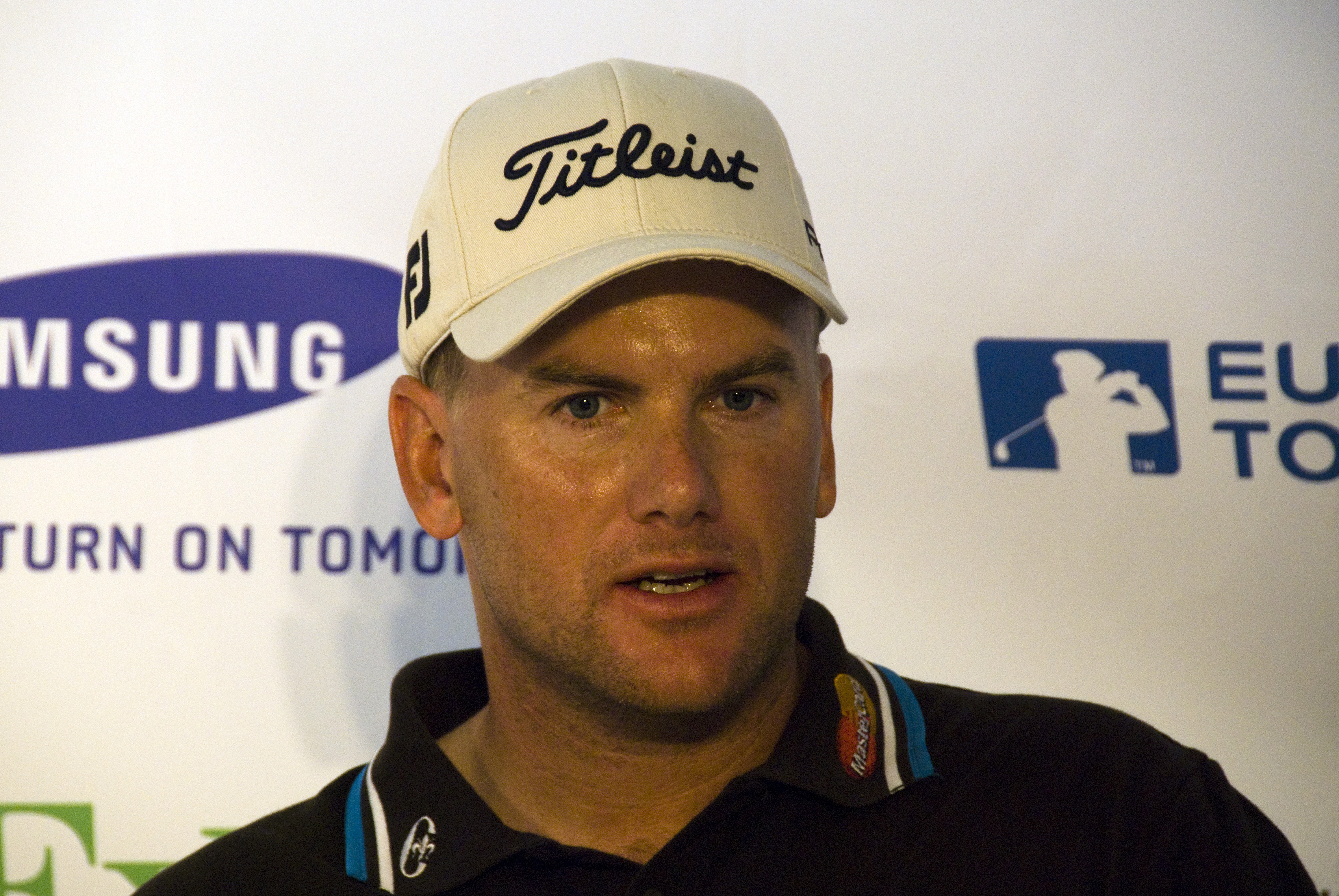
Robert Karlsson fick priset för Årets manlige idrottare.

Svenska idrottsgalan 2009 hölls i Globen den 19 januari 2009 med Peter Settman som värd. Komikerna Robert Gustafsson och Björn Gustafsson levererade underhållning under galan.
Priser till Sveriges bästa idrottare under 2008 delades ut i följande kategorier. Årets kvinnliga idrottare, Årets manlige idrottare, Årets lag, Årets ledare, Årets nykomling, Årets prestation och Årets idrottare med funktionshinder. Dessutom delades Jerringpriset, Bragdguldet, Idrottsakademins hederspris och TV-sportens Sportspegelpris ut.

## Priser
| Pris                                | Prisutdelare | Nominerade | Vinnare                                   |                                           |
| ----------------------------------- | ------------ | --- | ----------------------------------------- | ----------------------------------------- |
| Årets kvinnliga idrottare           |              | Emma Johansson, cykel Charlotte Kalla, längdskidåkning Anna Lindberg, simhopp Annika Sörenstam, golf | Emma Johansson, cykel                     |                                           |
| Årets manlige idrottare             |              | Rolf-Göran Bengtsson, hästhoppning Zlatan Ibrahimović, fotboll Robert Karlsson, golf Gustav Larsson, cykel | Robert Karlsson, golf                     |                                           |
| Årets lag                           |              | Golfamatörlandslaget, Caroline Hedwall, Anna Nordqvist & Pernilla Lindberg Fredrik Lööf & Anders Ekström, starbåt Thomas Johansson & Simon Aspelin, tennis Simning 4x100 m, Petter Stymne, Lars Frölander, Stefan Nystrand, Jonas Persson & Marcus Peihl | Thomas Johansson & Simon Aspelin, tennis  |                                           |
| Årets ledare                        |              | Nanne Bergstrand, fotboll Ulrika Knape-Lindberg, simhopp Pär Mårts, ishockey Pia Sundhage, fotboll | Nanne Bergstrand, fotboll                 |                                           |
| Årets nykomling                     |              | Fabian Brunnström, ishockey Elina Eggers, simhopp Emil Jönsson, längdskidåkning Sarah Sjöström, simning | Sarah Sjöström, simning                   |                                           |
| Årets prestation                    |              | Emma Johansson, cykel Charlotte Kalla, längdskidåkning Susanna Kallur, friidrott Henrik Zetterberg, ishockey | Charlotte Kalla, längdskidåkning          |                                           |
| Årets idrottare med funktionshinder |              | Johan Andersson, rullstolstennis Jonas Jacobsson, sportskytte Anders Olsson, simning Stefan Olsson & Peter Wikström, rullstolstennis | Jonas Jacobsson, sportskytte              |                                           |
| Jerringpriset                       |              | Vinnare: Charlotte Kalla, längdskidåkning | Vinnare: Charlotte Kalla, längdskidåkning | Vinnare: Charlotte Kalla, längdskidåkning |
| Bragdguldet                         |              | Vinnare: Jonas Jacobsson, sportskytte | Vinnare: Jonas Jacobsson, sportskytte     | Vinnare: Jonas Jacobsson, sportskytte     |
| Idrottsakademins hederspris         |              | Vinnare: Arne Ljungqvist | Vinnare: Arne Ljungqvist                  | Vinnare: Arne Ljungqvist                  |
| TV-sportens Sportspegelpris         |              | Vinnare: Christoffer Lindhe, simning | Vinnare: Christoffer Lindhe, simning      | Vinnare: Christoffer Lindhe, simning      |

## Underhållare
- Brolle, Markus Fagervall och Magnus Bäcklund, framförde Tom Jones-medley
- Robert Gustafsson, framförde utklädd till Per Gessle Gyllene tider-/Roxette- och Per Gessle-sololåtar.
- Peter Johansson och Malena Ernman, framförde Barcelona
- Peter Settman, framförde Vi kan (Go West)
- Timo Räisänen, framförde The Best
- Tommy Körberg, framförde The Winner Takes It All

### Fotnoter
1. ↑  ”Svensk mediedatabas”. http://smdb.kb.se/catalog/id/002444173. Läst 16 september 2011.